# Justice League XXX: An Axel Braun Parody
Justice League XXX: An Axel Braun Parody ist eine US-amerikanische Porno-Parodie aus dem Jahr 2017 auf den Comic-Actionfilm Justice League.

## Handlung
Wonder Woman versucht ein Team zusammenzustellen, um einen großen Bösewicht zu bekämpfen, der auf dem Weg ist, die Erde zu erobern. Jessa Rhodes, die Knockout spielt, wird zur Erde geschickt, um entweder Superman zu rekrutieren oder ihn durch August Ames zu eliminieren, die nur einen Cameo-Auftritt im Film hat, aber auch in einem Kostüm zu sehen ist.

## Auszeichnungen
- 2018: AVN Award – Best Parody[1]
- 2018: AVN Award – Best Director: Feature, Axel Braun
- 2018: AVN Award – Best Art Direction
- 2018: AVN Award – Best Special Effects
- 2018: AVN Award – Best Makeup
- 2018: AVN Award – Best Marketing Campaign – Individual Project
- 2018: NightMoves Award – Best Parody/Spoof Release (Fan’s Choice)[2]
- 2018: XBIZ Award – Best Art Direction
- 2018: XRCO Award – Best Parody[3]

## Wissenswertes
- Dana Vespoli und Lena Paul sind in Non-Sex-Rollen zu sehen.
- Der Film wurde am 30. September 2017 und damit drei Wochen vor dem Original veröffentlicht.